# Armée du léopard noir
L'Armée du léopard noir (birman : ကျားသစ်နက် တပ်မတော်, ; abrégé en BLA) est une organisation ethnique armée basée dans la région de Sagaing, en Birmanie.

## Histoire
La BLA est fondée le 23 octobre 2021, avec près de 700 membres. Selon Midland Voice, au cours des deux dernières années, la BLA participe à 78 affrontements, tue 155 soldats de la Tatmadaw, avec 13 soldats de la BLA tués et 6 blessés.